# بوب دورنان
بوب دورنان (بالإنجليزية: Bob Dornan)‏ (و. 1933 – م) هو ممثل، وسياسي، وضابط، وممثل أفلام من الولايات المتحدة الأمريكية . ولد في مدينة نيويورك . تولى منصب أعضاء مجلس النواب الأمريكي (3 يناير 1993–3 يناير 1997) .
وهو عضو في الحزب الجمهوري .

## الخدمة العسكرية
خدم في القوات الجوية الأمريكية.

## روابط خارجية
- بوب دورنان على موقع IMDb (الإنجليزية)
- بوب دورنان على موقع إن إن دي بي (الإنجليزية)
- بوب دورنان على موقع قاعدة بيانات الفيلم (الإنجليزية)